# Ère Kangen
L'ère Kangen (寛元) est une des ères du Japon (年号, nengō, lit. « nom de l'année ») après l'ère Ninji et avant l'ère Hōji. Cette ère couvre la période allant du mois de février 1243 au mois de février 1247. L'empereur régnant est Go-Saga-tennō (後嵯峨天皇).

## Changement d'ère
- Kangen gannen (寛元元年?); 1243 : Le nom de la nouvelle ère est créé pour marquer un événement ou une succession d'événements. La précédente ère se termine quand commence la nouvelle, en Ninji 4.

## Événements de l'ère Kangen
- 1244 (Kangen 2) : Au printemps de cette année, une série de phénomènes extraordinaires dans le ciel au-dessus de Kamakura perturbe profondément Yoritsune[3].
- 1244 (Kangen 2, 4e mois) : La cérémonie de la majorité de Yoritsugu, fils de Yoritsune, a lieu alors qu'il est âgé de 6 ans. Le même mois, Yoritsune demande à l'empereur Go-Saga la permission d'abandonner ses responsabilités  de shogun en faveur de son fils, Kujō Yoritsugu[3].
- 11 septembre 1245 (Kangen 3, 7e mois) : Yoshitsune se rase la tête et devient prêtre bouddhiste[3].
- 1246 (Kangen 4, 7e mois) : Le fils de Yoritsune, maintenant shogun Yoritsugu (qui n'a que 7 ans) épouse la sœur de Hōjō Tsunetoki (qui n'a lui-même que 16 ans)[3].
- 1246 (Kangen 4): Durant la quatrième année du règne de Go-Saga-tennō (後嵯峨天皇4年), l'empereur abdique et la succession (senso) est reçue par son fils âgé de quatre ans. Peu après, l'empereur Go-Fukakusa est déclaré avoir accédé au trône (sokui)[4].

| Ninji     | 1er  | 2e   | 3e   | 4e   | 5e   |
| Grégorien | 1243 | 1244 | 1245 | 1246 | 1247 |